# Copilul (Star Trek: Generația următoare)

"The Child" este un episod din al doilea sezon al serialul științifico-fantastic „Star Trek: Generația următoare”. Scenariul este scris de Jaron Summers, Jon Povill și Maurice Hurley; regizor este Rob Bowman. A avut premiera la 21 noiembrie 1988.

## Prezentare
Dr. Pulaski se alătură echipajului navei Enterprise în timp ce La Forge pregătește nava pentru a transporta niște mostre periculoase ale unui virus de ciumă; Deanna rămâne însărcinată în mod spontan și dă naștere unui copil misterios.